# 신그람시주의
신그람시주의(Neo-Gramscianism)는 국제 관계 (IR)와 국제정치경제학 (GPE) 연구에 대한 비판 이론적 접근으로, 국가 형성의 특정 윤곽을 형성하는 아이디어, 제도, 물질적 능력의 상호작용을 탐구한다. 이 이론은 안토니오 그람시의 저작에 크게 영향을 받았다. 신그람시주의는 사회 세력, 국가, 지배적인 관념적 구성의 특정 조합이 세계 질서를 정의하고 유지하는 방식을 분석한다. 이러한 의미에서 신그람시적 접근은 현실주의 학파와 자유주의 이론 간의 수십 년간의 교착 상태를 깨고, 두 흐름의 이론적 토대 자체를 특정 세계 질서의 일부로 역사화하며 구조와 기관 간의 상호 연결된 관계를 발견한다. 칼 폴라니, 카를 마르크스, 막스 베버, 막스 호르크하이머, 테오도르 아도르노, 미셸 푸코는 IR의 비판 이론 내에서 주요 출처로 인용된다.

## 신그람시주의 관점의 기원
신그람시주의 관점의 시작은 요크 대학교 (캐나다) 명예 교수인 로버트 W. 콕스의 밀레니엄 10 (1981) 2호에 실린 "사회 세력, 국가 및 세계 질서: 국제 관계 이론을 넘어서"와 밀레니엄 12 (1983) 2호에 실린 "그람시, 헤게모니 및 국제 관계: 방법론적 에세이"에서 찾을 수 있다. 1981년 논문에서 콕스는 역사적 구조의 기원, 본질 및 발전을 탐구하지 않고, 예를 들어 국가와 그들 간의 (가상적인) "무정부적" 관계를 이마누엘 칸트적 사물 자체로 받아들이는 일반적인 "문제 해결" 이론과는 달리, IR에 대한 비판적 연구를 요구한다.
그러나 콕스는 후속 논문에서 그람시의 사상이 GPE 내의 권력 구조를 분석하는 데 어떻게 사용될 수 있는지 보여주었음에도 불구하고 신그람시주의자라는 꼬리표를 부정했다. 특히 현실주의자들의 헤게모니 개념과는 매우 다른 그람시의 문화 패권 개념은 유용해 보인다. 그람시의 국가 이론, "역사적 블록" 개념(물질적 능력, 이데올로기 및 제도의 지배적인 구성이 개인 및 집단 행위의 결정적 틀이 됨), 그리고 역사적 블록을 형성하는 "유기적 지식인" 역할을 하는 엘리트의 개념 또한 유용하다고 간주된다.
신그람시주의적 접근은 콕스의 동료이자 요크 대학교 정치학의 저명한 연구 교수인 스티븐 길에 의해 다소 다른 방향으로도 발전되었다. 길은 엘리트 삼극위원회가 "유기적 지식인"으로서 (현재 지배적인) 신자유주의 이데올로기와 소위 워싱턴 합의를 어떻게 형성했는지, 그리고 나중에 그의 책 『신세계 질서에서의 권력과 저항』(팔그레이브, 2003)에서 권력과 저항의 세계화와 관련하여 기여했다. 길은 또한 캐나다 학자인 A. 클레어 커틀러와 협력하여 신그람시주의에서 영감을 받은 『새로운 입헌주의와 세계 질서』(캠브리지, 2014)를 출간했다. 이 책은 비판 이론가들과 신그람시주의자들을 한데 모아 세계 정치 경제에서 법적 및 헌법적 혁신의 징벌적 힘을 분석한다. 공동 편집자인 A. 클레어 커틀러는 국제법의 신그람시주의 이론을 상세히 설명하는 선구적인 학자였다. 북미 외에서는 케스 반 데르 피엘과 헹크 오버비크 주변의 이른바 암스테르담 학파(암스테르담 자유 대학교)와 독일의 개별 연구자들, 특히 뒤셀도르프, 카셀, 마르부르크와 영국의 서식스 대학교 내 세계 정치 경제 센터 및 세계 다른 지역에서도 신그람시주의 비판적 방법을 채택했다. 카셀 대학교의 크리스토프 셰러는 "이중 헤게모니" 개념을 도입한 독일의 선도적인 신그람시주의 이론가 중 한 명이다. 그는 독일에서 비판적 세계 정치 경제 접근법을 대표한다.

## 신그람시주의 관점의 기초
국제 또는 세계 정치 경제에 대한 주류 접근 방식에서는 국가의 이론적 우위가 의문시되지 않는다. 대조적으로, 암스테르담 자유 대학교의 국제 관계 교수인 헹크 오버비크가 초국가적 역사적 유물론이라고 부르는 접근 방식을 사용하는 신그람시주의는 "국가 형성 및 국가 간 정치를 자본 축적 및 계급 형성의 초국가적 역동성의 순간으로 식별한다."
신그람시주의는 국가 주권을 초국가적 금융 시스템과 이에 상응하는 초국가적 생산 시스템의 출현으로 특징지어지는 세계 경제 시스템에 종속된 것으로 인식한다. 이러한 시스템의 주요 행위자들, 즉 다국적 기업과 세계은행 및 국제 통화 기금과 같은 국제 금융 기관들은 세계적 패권(국가 또는 국가 집단의 "지배적인 권력"으로서의 헤게모니에 대한 현실주의적 관점과는 대조적으로)을 행사하는 "초국가적 역사적 블록"으로 발전했다. 역사적 블록은 지적 및 문화적 설득이라는 강압적 기술을 통해 획득한 피지배 인구의 묵시적 피지배자의 동의를 통해 권한을 획득하며, 폭력은 거의 부재하다. 이는 정치적 투쟁에 참여했던 다른 사회 집단과 연결되어 영향력을 확장하고, 국가 경제의 표준화 및 자유화를 통해 권력을 공고히 하여 단일 규제 체제(예: 세계무역기구)를 만든다.
이러한 역사적 블록의 진전에 반대하는 강력한 세력들이 있으며, 이들은 열린 계급 투쟁의 일환으로 이에 도전하기 위한 반헤게모니를 형성할 수 있다. 이들은 관세 및 국가 보조금의 보호에 의존하는 신중상주의자들, 또는 개발도상국 연합, 또는 서구 산업화된 국가의 정체성 및 환경 운동을 포함할 수 있다. 반헤게모니가 충분히 커지면, 그것이 탄생한 역사적 블록을 포괄하고 대체할 수 있다. 신그람시주의자들은 이것이 어떻게 가능한지 설명하기 위해 마키아벨리적 용어인 "진지전"과 "기동전"을 사용한다. 진지전에서는 반헤게모니 운동이 설득이나 선전을 통해 헤게모니 질서에 대한 자신들의 견해를 공유하는 사람들의 수를 늘리려고 시도하는 반면, 기동전에서는 현재의 헤게모니를 폭력적으로 또는 민주적으로 전복하고 새로운 역사적 블록으로 자신들을 확립할 만큼 충분히 커진 반헤게모니적 경향들이 나타난다.